# Bahnhof Göttingen
Bahnhof Göttingen egy vasúti pályaudvar Alsó-Szászország tartományban, Németországban Göttingen városban. Az állomás 1854-ben nyílt meg, Conrad Wilhelm Hase építész tervei alapján.
2013-ban az Allianz pro Schiene nonprofit szervezet az év vasútállomásának választotta.
Forgalma alapján a Német vasútállomás-kategóriák közül a másodikba tartozik.

## Vasútvonalak
Az alábbi vasútvonalak érintik az állomást:
- Hanoverian Southern-vasútvonal (KBS 350)
- Hannover–Würzburg nagysebességű vasútvonal (KBS 351)
- Göttingen-Bodenfelde-vasútvonal (KBS 356Süd)
- South Harz-vasútvonal (KBS 357)
- Halle–Kassel-vasútvonal (KBS 611)
- Bebra–Göttingen-vasútvonal (KBS 613)

## Forgalom

### Távolsági
| Járat  | Vonal | Gyakoriság  |
| ------ | --- | ----------- |
| ICE 11 | Berlin Ostbahnhof – Hildesheim – Göttingen – Kassel Wilhelmshöhe – Frankfurt am Main – Mannheim – Stuttgart – Ulm – Augsburg – München                                                            | Kétóránként |
| ICE 12 | Berlin Ostbahnhof – Hildesheim – Göttingen – Kassel Wilhelmshöhe – Frankfurt am Main – Mannheim – Freiburg – Basel Badischer Bahnhof – Basel SBB                                                  | Kétóránként |
| ICE 20 | (Kiel) – Hamburg – Hannover – Göttingen – Kassel Wilhelmshöhe – Frankfurt am Main – Mannheim – Karlsruhe – Freiburg im Breisgau – Basel Badischer Bahnhof – Basel SBB (– Zürich – Interlaken Ost) | Kétóránként |
| ICE 22 | (Kiel) – Hamburg – Hannover – Göttingen – Kassel Wilhelmshöhe – Frankfurt am Main – Frankfurt Flughafen Fernbahnhof – Mannheim (– Heidelberg) – Stuttgart                                         | Kétóránként |
| ICE 25 | (Lübeck) – Hamburg – Hannover – Göttingen – Kassel Wilhelmshöhe – Fulda – Würzburg – Nürnberg – Ingolstadt oder Donauwörth – Augsburg – München (– Garmisch-Partenkirchen)                        | Óránként    |
| IC 26  | (Ostseebad Binz) – Stralsund – Rostock – Hamburg – Hannover – Göttingen – Kassel-Wilhelmshöhe – Gießen – Frankfurt am Main – Heidelberg – Karlsruhe                                               | Kétóránként |

### Regionális forgalom
| Járat | Operátor                       | Útvonal | Gyakoriság                           | Vasútvonal                      |
| ----- | ------------------------------ | --- | ------------------------------------ | ------------------------------- |
| RE    | DB Regio                       | Göttingen – Leinefelde – Gotha – Erfurt – Jena – Gera – Gößnitz – Werdau – Zwickau                                                                                 | Kétóránként                          | Bebra–Göttingen-vasútvonal      |
| ME    | Metronom Eisenbahngesellschaft | Göttingen – Northeim – Kreiensen – Alfeld (Leine) – Elze – Hannover – Celle – Uelzen                                                                               | Óránként                             | Hannöversche Südbahn            |
| CAN   | Cantus Verkehrsgesellschaft    | Göttingen – Eichenberg – Witzenhausen – Hannoversch Münden – Kassel                                                                                                | Óránként                             | Halle-Kasseler-vasútvonal       |
| CAN   | Cantus Verkehrsgesellschaft    | Göttingen – Eichenberg – Eschwege – Bebra (– Bad Hersfeld – Fulda)                                                                                                 | Óránként (Kétóránként)               | Bebra–Göttingen-vasútvonal      |
| RB    | DB Regio                       | Göttingen – Nörten-Hardenberg – Northeim – Katlenburg – Wulften – Hattorf – Herzberg – Barbis – Bad Sachsa – Walkenried – Ellrich – Niedersachswerfen – Nordhausen | Kétóránként                          | Südharzstrecke                  |
| NWB   | NordWestBahn                   | Göttingen – Lenglern – Adelebsen – Bodenfelde – Bad Karlshafen – Lauenförde – Ottbergen                                                                            | Kétóránként (csúcsidőben gyakrabban) | Göttingen–Bodenfelde-vasútvonal |
| RB    | DB Regio                       | Göttingen – Northeim – Kreiensen – Seesen – Langelsheim – Goslar – Bad Harzburg                                                                                    | Kétóránként                          |                                 |

(2014-es adatok)